# Повторение (культуризм)
Повторе́ние (повто́р) — повторное выполнение упражнения с отягощением в одном подходе (се́те) в бодибилдинге, пауэрлифтинге, тяжёлой атлетике и других силовых видах спорта. Повторение упражнений — принцип силового тренинга, к которому прибегают атлеты с большим стажем тренировок для нового «шокирования» мышц, способствующего выходу из «застоя» и продолжению роста мышечной массы, а также выходу из состояния перетренированности (то есть своеобразному «отдыху»), либо, наоборот, доводя себя сознательно до состояния, близкого к перетренированности, например, перед выступлениями, когда необходимо постепенное увеличение интенсивности тренинга и приведения мышц к крепатуре и/или «высушивании» для выступления на соревнованиях — подъёма сверхбольших тяжестей или демонстрации рельефа мышц.

## Классификация повторений
По общепринятой классификации выделяют следующие виды повторений:
- полноамплитудные и частичные[~ 1],
- в быстром темпе (непрерывно) и медленном («супер замедленные», «ступенчатые» и «стоп-повторения») — с паузами между повторениями,
- с верной техникой и «грязной» («читинг»)[~ 1],
- в позитивной фазе («позитив») — подъём отягощения, и негативной («негатив») — опускание отягощения[~ 1],
- выполняемые самостоятельно и с помощью партнёра («форсированные», или «форсаж»)[~ 1];
- стрип-повторы — непрерывное повторение упражнения с постоянно уменьшающимся весом с помощью партнёра[~ 1].

## Выбор типа и количества повторений
Выбор типа и количества повторений для роста мышц, их силы и выносливости обусловлен следующими основными факторами:
- анатомическими и физиологическими особенностями (чем выше уровень анаболических гормонов, тем быстрее атлет восстанавливается, а, соответственно, способен больше выполнять мышечной работы, используя и комбинируя принципы «пампинга», «читинга», «форсажа»);
- биологическими особенностями (возраст и пол спортсмена; как правило, женщины и пожилые люди используют менее интенсивные тренировки);
- поставленные цели атлета («сушка», рельефность, набор массы);
- опытом и стажем, каждый составляет тренировочную программу индивидуально под себя; чем больше непрерывный стаж атлета, тем меньше повторений можно делать, увеличивая вес отягощения, с наименьшей возможностью нанесения травм организму, поскольку мышцы, сухожилия, связки и центральная нервная система (ЦНС) постепенно приспосабливаются (адаптируются) под новые тяжёлые условия.

В зависимости от количества миофибрилл различают «белые» (быстросокращающиеся) и «красные» (медленносокращающиеся) мышечные волокна. В белых волокнах миофибрилл больше, саркоплазмы меньше, благодаря чему они могут сокращаться более быстро. В красных волокнах содержится большое количество миоглобина, из-за чего они и получили такое название. Преобладание одного из типов определяет быть спортсмену чемпионом по пауэрлифтингу или бодибилдингу, надеяться на высокие результаты в спринте или марафоне. Этим же объясняется, почему некоторые атлеты, поднимая максимальный вес, способны вырабатывать больше потенциалов действия.
Экстремальная мышечная гипертрофия возможна только при максимальном развитии всех субклеточных структур мышц человека, лишь в этом случае можно говорить о приближении к генетическому потенциалу. Выделяют три подобных внутримышечных элемента, максимально приспособленных к гипертрофии — значительному увеличению своей массы: миофибриллы (20—30 % клеточной массы), митохондрии (15—25 %), саркоплазмы (20—30 %). Каждый из этих субклеточных структур мышечной ткани требует специфических методов воздействия: миофибриллы лучше реагируют на низкие повторения — 1—8; митохондрии требуют высоких повторений — 15 и выше; саркоплазмы растут при повторениях от умеренных до высоких. Поэтому каждому атлету необходимо для стимуляции мышечного роста комбинировать в своём тренинге высоко- и низкоповторную работы. Атлеты, ограничивающие себя одним типом тренинга, сами сдерживают рост силы и размеры мышц.
Представление советских учёных, что сила мышц прямо пропорциональна сечению их поперечника, то есть утверждение «большие мышцы — сильные мышцы» в современном бодибилдинге потеряло актуальность: огромные квадрицепсы Тома Платца, любителя многоповторных сингл-сетов (100 и более повторений) в приседаниях и ноги Константина Павлова или Алексея Сивоконя, дадут фору Тому в максимальном весе в приседаниях. Практика и теория развития силы мышц и их объёма показывают, что все группы мышц имеют разный объём «красных» и «белых» мышечных волокон, поэтому одни группы мышц лучше развивают силовые показатели, другие — объём и выносливость, в связи с этим необходимо подбирать такой вес отягощения, при котором возможно выполнить определённое количество повторений для конкретной группы мышц, на которое лучше всего эти мышцы откликаются. Главное — не само количество повторений, а время в течение которого мышцы находятся в напряжении.

### Тест соотношения волокон
Тесты соотношения медленных (красных) и быстрых (белых) мышечных волокон разработали доктор Фредерик Хатфилд (англ. Dr F. Hatfield) и Чарльз Поликвин (англ. Charles Poliquin). Эти тесты широко используются на Западе, в России они практически не используются из-за слабой научной сферы российского бодибилдинга.
Зная соотношение волокон, можно точно оценить потенциальные возможности атлета в различных видах спорта: чем больше быстрых мышечных волокон, тем большие результаты атлет может получить в бодибилдинге, пауэрлифтинге, боксе, беге на короткую дистанцию и других видах спорта, где первостепенное значение имеет «взрывная» энергия, которую могут дать только быстрые мышечные волокна; если преобладают медленные мышечные волокна, то больше подойдут такие виды спорта как: марафонский бег, лыжные гонки, плавание на длинные дистанции и др., то есть спорт с аэробной нагрузкой.
Для теста определяется максимальный вес отягощения, который атлет способен поднять, соблюдая форму упражнения, в одном повторении — 1ПМ. Максимальный вес отягощения определяется в 1—3 упражнениях на те группы мышц, которые интересуют в первую очередь. Например, если оценивается соотношение медленных и быстрых мышечных волокон рук, ног и грудных мышц, то достаточно определить 1ПМ в трёх упражнениях: жим лёжа (трицепсы и грудные мышцы), жим ногами и подъём на бицепс.
Для выполнению теста атлет отдыхает ровно 15 минут, после определения максимального веса отягощения берётся вес массой в 80 % от 1ПМ и выполняется максимальное количество повторений. Тест повторяется для каждого упражнения, результатом которого является: 9 повторений — равное количество обоих типов волокон, менее 9 повторений — преобладают быстрые мышечные волокна, более 9 повторений — преобладают медленные мышечные волокна.

## Темп выполнения повторений
Темп — скорость, с которой упражнение выполняется; темп движения оказывает влияние на вес отягощения, который можно перемещать, воздействуя на мышцы. Чем меньше отдых (пауза) между повторениями, тем больше и ровнее тратится АТФ (энергия) на выполнение этой работы, значит, меньший вес отягощения может взять атлет, и наоборот. То есть, если цель — максимальная сила, то паузы и медленное выполнение повторений приоритетны, если цель — максимальная мышечная масса, то необходимо более глубокое и длительное истощение энергии, что требует сокращение пауз и увеличения скорости выполнения повторений.
Режим работы атлета, при котором берётся относительно небольшой рабочий вес отягощения и упражнение выполняется в многоповторных сетах, называется «пампинг» (от англ. pump — «насос; помпа; качать»), который сопровождается гиперемией — повышением температуры тела, артериального давления и венозным вздутием.
Выделяют следующие темпы повторений:
- быстрый — в нижней точке отдых отсутствует;
- средний — пауза около 1 секунды;
- медленный — отдых между повторениями более 1 секунды;
- очень медленный — отдых между повторениями 10—20 секунд.

## «Повторный максимум»
Количество повторений в сете и количество самих сетов выполняемых упражнений зависит от уровня подготовки и цели атлета. Количество повторений, которое можно выполнить на определённый вес называется «повторный максимум» (ПМ). Например, если атлет смог совершить десять повторений в 75 кг, то его «повторный максимум» для этого веса будет 10ПМ; 1ПМ — максимальный вес, который атлет может поднять в данном упражнении всего один раз без перерыва.
Существует множество теорий определения 1ПМ с поправками в формулах для различных упражнений и с различной силовой выносливостью, учитывающих пол, возраст и стаж спортсмена, но, как правило, все подобные вычисления упрощённо сводятся к одним и тем же таблицам приближённых значений, скорректированные тренировочным опытом спортсменов.

## «Частичные повторения»
Частичные повторения (они же: «икс-повторения», принцип «неполная амплитуда», принцип «Бёрн» от англ. burn — гореть, пылать, жечь) — это повторения в определённой части амплитуды, то есть неполное движение с отягощением при выполнении конкретного упражнения, обычно на половину или треть всей амплитуды. К данному принципу приковано очень большое внимание в связи с повальным применением его профессиональными бодибилдерами.
Классическое применение принципа — это дополнительные 2—3 неполных повторения в верхней части амплитуды в конце сета после мышечного отказа в полной амплитуде, что способствует увеличению массы мышц, а также их капилляризации и венозности. Этим дополнительно задерживается продукт распада — молочная кислота — в работающей мышце, что вызывает ощущение жжения в ней, отсюда и название метода.
Вопреки классическому применению принципа выполнения только в последних повторениях полуамплитудных подходов, сейчас зачастую применяется вместо этих полноамплитудных повторений. За счёт урезания амплитуды тренирующийся может работать с весом намного больше обычного, что обязательно окажет влияние на рост мускулатуры. Исследования учёных, опубликованные в журнале «Исследования силы и адаптации» (S & C Research) «о преимуществах частичных повторений по сравнению с полноамплитудными повторениями» показывают, что частичные повторения дают больший эффект, особенно в сочетании с полноамплитудными повторениями, чем их применение по отдельности; при этом эффект от частичных повторений кратковременный, ощутимый прирост силы дают именно полноамплитудные повторения.
Частичные повторения в конце сета увеличивают время работы мышц под нагрузкой плюс «перегружают» их в полурастянутой позиции — «икс-точке», что повышает вероятность гиперплазии — деления мышечных волокон, которое вызывает в целом увеличение мышечной массы. Эксперименты учёных над животными показывают, что «перегрузка» мышц в условиях растяжения даёт трёхкратный эффект их увеличения после месяца подобных нагрузок, эту теорию проверили и доказали на практике спортсмены Джонатан Лоусон (англ. Jonathan Lawson) и Стив Холмэн (англ. Steve Holman), посвятив этому целый проект «Beyond X», авторы серии статей «Тренинг, питание, рост» в журнале «IronMan».
Исследования учёных показали, что для инициации максимального роста мышц, время под нагрузкой должно быть 35—40 секунд при условии соблюдения формы движения в любом упражнении, но некоторые тактики, как, например, «читинг», могут перегрузить мышцы в ключевой точке амплитуды и сократить необходимое для гипертрофии время под нагрузкой — утверждают Лоусон и Холмэн. Более эффективная работа нервной системы также помогает задействовать больше мышечных волокон.

### Техника выполнения
После выполнения обычного сета до утомления нервной системы, когда невозможно больше выполнить ни одного полного повторения, атлетом поднимается вес в точку выработки максимальных усилий («икс-точка»), где целевая мышца способна выработать наибольшую мощность, и выполняются частичные повторения. Обычно она располагается неподалёку от точки смены направления движения. В конце сета атлет находится в идеальной зоне для работы быстросокращающихся волокон, поэтому есть смысл продолжить «бомбить» их прямо там, где мышца работает наиболее эффективно. Считается, если не выполнять частичных повторений в конце сета, то в какой-то мере сет «теряется», то есть не обеспечивается полная мышечная стимуляция, потому что сет завершён до того, как задействуется в работе максимальное число мышечных волокон.

### Безопасность
Частичные повторения обычно используются в жимах и приседаниях и позволяют «перегрузить» мышцы, и дать хороший толчок для будущего их развития как по силе, так и по массе, но это требует значительное время на восстановление, поэтому данный метод применяется опытными атлетами обычно не чаще одного-двух раз в месяц.
При слабой нервно-мышечной координации, то есть для новичков, данный метод тренировок опасен опрокидыванием отягощений без помощи партнёра, когда стабилизирующие мышцы ещё недостаточно развиты для удержания отягощения и тела атлета в равновесии. Также чревато повреждением суставов, связок и хрящей при плохом предварительном разогреве и возможны вывихи суставов или даже переломы костей у всех спортсменов при их недостаточной прочности и неосторожном выполнении упражнений.

## «Негативные повторения» («негативы»)
Каждое повторение в сете состоит из двух фаз: позитивной (концентрической), когда мышца сокращается, преодолевая сопротивление, и негативной (эксцентрической), когда мышца удлиняется под нагрузкой. За счёт анатомических особенностей организма, в негативной фазе мышца способна справиться с большей нагрузкой по сравнению с позитивной. Таким образом, в рамках одного повторения работы с фиксированным весом в позитивной фазе мышцы работают со стопроцентными усилиями, а в негативной слегка недорабатывают. Отсюда возникло предположение, что мышцу можно перегружать в негативной части повторения при помощи значительно большего веса (+10—20 %), чем в позитивной, то есть, выполнять чистый негатив после позитивного сокращения, проведённого с помощью партнёра.

### Техника выполнения
Например, в жиме лёжа можно опустить вес больший, чем можно поднять в этом же движении. Используя негативы, партнёр помогает поднять штангу вместе с вами или вместо вас, а опускаете вы её уже самостоятельно, но под присмотром страхующего партнёра. В таких тяжёлых упражнениях, как приседания, может понадобиться помощь двоих партнёров.
Применение данного метода силовых тренировок очень травмоопасно и требует постоянной помощи партнёра или даже двух в билатеральных (двусторонних) движениях, однако в некоторых движениях негативные повторения можно выполнять и самостоятельно — это все унилатеральные упражнения (односторонние) — упражнения, выполняемые одной рукой или ногой. Например, в концентрических сгибаниях рук можно поднимать гантель в верхнюю точку двумя руками, а опускать одной, в некоторых случаях можно прибегнуть к помощи читинга для «закида» веса в верхнюю точку, а опускать его уже в правильной форме.

#### Особенности
В плане роста мышечной массы и силовых показателей «негативы» не оправдывают затраченных на них средств. Данный метод обеспечивает прибавку в «массе», но является «затратным», «съедая» все ресурсы организма, что не даёт возможности использовать его постоянно, иначе это приведёт к состоянию перетренированности, которое характеризуется повышенным уровнем кортизола в организме — гормона, разрушающего мышцы.
Согласно публикации журнала «Практическая физиология» исследования учёных показывают, что испытуемые спортсмены, выполняющие изометрические сокращения перед тяжёлыми негативными повторениями испытывали лишь незначительные изменения силы и выносливости, а также мышечной боли после тренировок, это свидетельствует о том, что выполнение статических упражнений перед негативными повторениями уменьшает повреждение мышц и, соответственно, их рост.

### Дыхание
В подавляющем большинстве случаев выдыхание происходит медленно и натужно во время опускания веса, то есть, наоборот по сравнению с обычной техникой. Если в подтягиваниях на перекладине вдох в нижней точке, а в процессе подъёма и последующего опускания в вис выдох, то при негативе, заняв верхнюю позицию, сначала вдох, а потом на продолжительном выдохе следует медленное (в течение примерно 4—6 секунд) опускание в вис. Аналогично в подъёмах штанги на бицепс — вдох вверху и медленное опускание на выдохе.
Исключение составляют жимы лёжа, в этом и подобных движениях дыхание запирают и выдыхают лишь в нижней точке, если партнёр сам подымает вес, либо в верхней точке, если вес поднимается совместными усилиями. Однако это вопрос спорный, потому что запирание дыхания да ещё под нагрузкой значительно повышает кровяное давление, поэтому людям с признаками гипертонии надо быть исключительно осторожными с этой техникой.

### Безопасность
Мышцы, связки и суставы испытывают сильнейший стресс, что готовит их к дальнейшему повышению рабочих весов, но необходимость надёжных партнёров, обязательно строгое соблюдение режима отдыха и питания, обилие микротравм в сухожилиях и мышцах позволяют использовать данный шокирующий метод лишь опытным атлетам в периодах периодизации.
Техника чистых негативов применима к любым упражнениям, за исключением «становой тяги» и «мёртвой тяги», в связи с очень мощной нагрузкой на поясницу. Чистые негативы — это весьма травмоопасная техника, поэтому к ней прибегают уже опытные атлеты, имеющие тренировочный опыт не менее полгода-год, кроме того, это «шокирующая» техника, поэтому прибегают к ней не чаще 1—2 раза в месяц и более чем на 2 группы мышц за тренировку. Периодическое применение в отдельных упражнениях, чтобы «встряхнуть» уже адаптировавшиеся к обычной работе мышцы, даёт хороший толчок к росту мышц и их силы, после чего мышцам необходим достаточно длительный отдых на полное восстановление.

## «Грязные повторения» («читинг»)
«Грязные повторения» или «читинг» (от англ. cheat — «мошенничество, обман») — повторное выполнение упражнения, цель которого поднять максимальный вес, жертвуя техникой выполнения, однако, цель принципа заключается не в максимальном подъёме веса отягощения, а в максимальном нагружении мышц.
Читинг с большой натяжкой можно назвать «тренировочным принципом», скорее — это естественная реакция человеческого организма на запредельную нагрузку, и здесь нет разницы между любителем и профессионалом: оба без подсказок и прочтения методической литературы, достигнув своего физического предела — мышечного отказа, — начнут помогать работающей мышце всем своим телом, лишь бы сделать ещё одно дополнительное повторение. Поэтому «читинг» — отличная возможность резко увеличить рабочие веса и, тем самым, ещё больше увеличить тренировочный стресс, особенно сочетая его с негативными или частичными повторениями, либо со статическим удержанием веса в районе «мёртвой точки».
Читинг даёт возможность за счёт сокращения амплитуды движения веса спортивного снаряда работать с более тяжёлым весом на остальном участке амплитуды, что является важным условием для роста мышц. Наряду с неполной амплитудой выполнения упражнения и статическим удержанием больших весов, с малым числом повторений в тяжёлых сетах, читинг также можно использовать для улучшения нервно-координационных движений, что способствует технически более правильному выполнению упражнения в дальнейшем и прогрессии нагрузок.
Выделяют следующие виды читинга:
- продлённый — продлевание сета на несколько повторений в конце выполнения упражнения после точки «отказа»;
- тяжёлый — выполнение сета в самом начале с таким весом, что выполнить повторения в правильной форме просто невозможно;
- быстрый — то же, что и предыдущий, но с чуть меньшим весом и большей скоростью выполнения.

### Техника выполнения
Читингуя, атлет старается вовлечь в работу как можно большее количество мышц, которые не участвуют в выполнении движения при строгом соблюдении правильной техники, помогая волнообразным движением всего корпуса, как бы «раскачиваясь» (например, при подъёме снаряда на бицепс) или слегка «подпрыгивая» (например, в жимах над головой), используя инерцию движения и сокращённую траекторию движения веса спортивного снаряда для облегчения «старта» или «отбивает» снаряд, пытаясь вернуть в исходное положение отягощение, например, выполняя приседания или жим штанги лёжа с «отбивом».

#### Особенности
Такая техника в свою очередь резко нагружает мелкие мышцы-стабилизаторы и прочие группы мышц, косвенно задействованные в выполнении упражнения и позволяющие удерживать тело атлета и снаряд в определённом положении, равновесии, и значительно разгружает целевые мышцы, которые и прорабатываются данным упражнением.

### Безопасность
Соревновательный азарт новичков в зале создаёт соблазн нагрузить до максимума своих физических возможностей тренажёр или спортивный снаряд. Однако, читинг требует предельную нервно-мышечную концентрацию и достаточно подготовленные для больших нагрузок кости, связки и сухожилия, поскольку «плавающая» техника выполнения упражнения неподготовленным спортсменом может причинить серьёзные травмы: от растяжения и разрывов мышц, связок и сухожилий до серьёзных повреждений хрящей, вывихов суставов и даже переломов костей. Опыт атлета и тонус мышц сами подскажут, когда можно и нужно обратиться к помощи читинга для дальнейшего увеличения силы и объёма мышц.
Читинг перегружает суставы и сухожилия, вызывает сильное утомление мышц всего тела, особенно т. н. мышц-стабилизаторов, и ЦНС. Это требует значительного времени восстановления, а отдых в 6—10 дней является слишком большим, чтоб не тренироваться — мышцы теряют тонус, объёмы и силу, поэтому не рекомендуется использовать данный метод «прокачки» мышц чаще одного-двух раз в месяц и более, чем на 1—2 группы мышц.

## «Форсированные повторения»
«Форсированные повторения» — сложный принцип тренинга, упомянутый впервые в 1950-х годах и пропагандируемый в конце 1970-х известным американским бодибилдером и тренером Майком Ментцером по прозвищу «Мистер сверхмощная тренировка» (англ. Mr. Heavy Duty). Данный принцип заключается в помощи партнёра после исчерпания собственных возможностей в выполнении упражнения для выполнения ещё нескольких «отказных» повторений для полного истощения мышц и глубокой их проработки.

### Техника выполнения
Доведённые мышцы до состояния крайней усталости в работе одного сета, когда атлет уже не в силах выполнить очередное повторение, перегружаются дополнительными повторениями упражнения после так называемого «мышечного отказа» с помощью партнёра, который помогает преодолеть стартовую «мёртвую точку» одновременно страхуя и поддерживая спортивный снаряд для правильной формы движения ещё на 1—3 финальных повторения. В отличие от «стриптиза», вес отягощения партнёром снимается только в «мёртвой точке», а не во всей амплитуде движения, а снимаемый вес может быть весьма минимален: от нескольких сотен грамм до нескольких килограмм с увеличением в каждом последующем повторении.
Например, атлет может в жиме лёжа поднять штангу весом в 100 кг 5 раз. После выполнения самостоятельно этих пяти повторений, партнёр помогает «выжать» штангу ещё 1—3 раза. Однако, в некоторых случаях помощь в использовании данного принципа может оказать атлет и сам себе, например, в упражнении концентрированный подъём на бицепс гантели, выполняется одной рукой, а при невозможности нового повторения, оказывается помощь свободной рукой; в упражнении подтягивание на перекладине или отжимании на брусьях, тренирующийся может помогать сам себе ногами, аналогично и с другими упражнениями.

Мышца состоит из пучков мышечных волокон. Причём, эти пучки разные — толстые и тонкие. В одних мышечных волокон больше, в других меньше. В начале сета сокращаются малые пучки, потом эстафету подхватывают пучки побольше, пока очередь не доходит до самых крупных. Ранее работавшие малые пучки постепенно выходят из игры и бездействуют, набираясь сил. Так что на конечном этапе всю мышечную работу выполняют большие пучки. Согласно старым представлениям, форсированные повторения напрягали эти пучки сверх срока. Однако сегодня наука установила, что мышечный «отказ» — это симптом полного «отключения» крупных мышечных пучков и вторично «включить» их никак нельзя. Нужно ждать, пока они отдохнут и восстановят силы. Это означает, что форсированные повторы делаются усилием мелких пучков, которые к моменту «отказа» успели передохнуть и заново набраться сил.— Уильям Кремер, профессор спортивной медицины.
Применять форсированные повторения нужно после того, как целевая мышечная группа достигнет предельного уровня утомления, для этого сначала необходимо выполнить несколько обычных сетов. Следующая попытка преодолеть прежний вес уже с помощью партнёра заставит мышцы заступить за черту и активизировать все свои аварийные ресурсы. Такая стрессовая перегрузка мышц влечёт за собой обязательную «сверхкомпенсацию»: мышцы восстанавливают силы с избытком, чтобы подстраховаться на случай следующего аналогичного стресса, другими словами, она становится больше и сильнее.

### Безопасность
Постоянная избыточная нагрузка гарантированно непомерно нагружает весь организм и ЦНС, поэтому злоупотребление форсированными повторениями вместо роста мышц лишь вызовет обратный результат — перетренированность и, как следствие, длительный «застой». Профессиональными атлетами данный метод применяется лишь в отдельных упражнениях интенсивных тренировочных циклов с использованием соответствующих отягощений; непомерным весом отягощения, который мышцы не способны контролировать, можно нанести самому себе серьёзные травмы.

## «Медленные повторения»
«Медленные повторения» позволяют соблюдать форму выполнения упражнения, то есть полностью контролировать траекторию спортивного снаряда, точнее нагружая целевые мышцы. Медленные, контролируемые повторения более безопасны, они аккуратно нагружают связки и суставы, позволяя в дальнейшем без травм выполнять упражнения с очень большими весами. Длительное нахождение под нагрузкой усиливает связь «мозг-мышцы», активизируя как дополнительные мышечные волокна, так и дополнительные нервные окончания, поскольку важно не само количество повторений, а время в течение которого мышцы напряжены до предела.
В принципе «медленных повторений» недопустимы паузы в течение выполнения каждого повторения в любой точке амплитуды и между повторениями, сопротивление спортсмена весу отягощения должно плавно менять направление. Обычно выполняется 3—5 сетов в 3—8 повторениях. Позитивная (концентрическая) часть повторения занимает 10 секунд, негативная (эксцентрическая) фаза (опускание) — 5 секунд. Для выдержки точного темпа иногда прибегают к помощи напарника, который ведёт отсчёт времени для каждого повторения. Для освоения техники может потребоваться несколько недель, а не тренировок.
Основная научная идея гипертрофии мышц заключается в необходимости глубокого истощения АТФ в течение 15—30 секунд до того, как включится анаэробный гликолиз. Именно такая быстрая трата энергии приводит к мышечному «отказу» и мышечным повреждениям (микротравмам). После чего включаются процессы компенсации (восстановления) и суперкомпенсации (роста) мышечных волокон.
Термин «медленные повторения» охватывает широкий спектр всевозможных методов, самым известным из которых является метод «сверхмедленных тренировок», в котором выполняются «суперзамедленные повторения»; в сочетании с определёнными техниками, они могут использоваться для повышения скорости при тренировках единоборцев и других спортсменов.

### «Суперзамедленные повторения»
«Суперзамедленные повторения» — это доведённый до логического завершения принцип «продолжительного сокращения» Джо Уайдера, который разработал и популяризовал американский методист Кен Хатчинс, назвав его «Super Slow» («сверхмедленный тренинг»). Принцип диктует медленный темп выполнения повторения, исключающий инерцию движения отягощения, для непрерывного осознанного напряжения мышц, в том числе и в крайних точках амплитуды.
В начале 1980-х годов Кен Хатчинс совместно с учёными из «Флоридского университета» решил провести исследования и выяснить, как силовые упражнения влияют на прочность костной ткани женщин, страдающих остеопорозом. Так как комплекс должен был быть максимально безопасным, специалисты решили, что все силовые упражнения нужно делать в медленном темпе. При этом выполняется всего один подход, в течение которого мышцы работают до сильного утомления. Позднее выяснилось, что короткие, 15-20-минутные занятия отлично помогают снизить вес, а предназначение упражнений для женщин с хрупкой костной тканью, подтверждает их безопасность.
Некоторые эксперты по силовым тренировкам считают, что скорость повторений, то есть время, затрачиваемое на выполнение одного повторения, — это ещё один фактор, которым следует манипулировать, помимо частоты тренировок и других. В силовых тренировках типичная скорость повторений составляет 3—5 секунд, это считается контролируемым темпом, именно такой темп призывают соблюдать большинство специалистов по силовым тренировкам. Однако некоторые программы построены на манипуляции скоростью повторений. Завершение повторений в ускоренном темпе (принцип «взрывной силы») — в диапазоне 2 или менее секунд — зарекомендовало себя как эффективный способ увеличения мышечной мощи. Кроме того, некоторые эксперты по силовым тренировкам также считают, что замедленные повторения (например, отказной принцип «негативов») — в диапазоне от 10 до 20 секунд — способствуют увеличению как силы, так и размеров мышц. Данный метод плохо исследован учёными, но сами атлеты отзываются о нём положительно.

#### Техника выполнения
Кен Хатчинс установил точную «норму» темпа: на позитивную фазу повторения отводится 10 секунд, на негативную — 5. Обычно культурист, выполняя жим лёжа, поднимает штангу за 1,5—3 секунды, а опускает за 1—2. Выходит, что теперь только одно повторение такого упражнения должно занять 15 секунд, что очень много и не каждый выдержит. Однако сам принцип не даёт точных указаний темпа движения, поэтому часто определяется атлетами интуитивно.
Вес берётся в 50—70 % от разового максимума (1ПМ) и в каждом сете всего 3—8 повторений, не более, иначе сет затянется, и такой пытки организм может не выдержать, что приведёт к утомлению и перетренированности. Интенсивность такой тренировки очень высока, и поэтому необходимо выполнять всего по 2—3 сета и 2—3 упражнения для каждой группы мышц.

#### Особенности
Для начинающих спортсменов, особенно подростков, и тех, кто вернулся после долгого перерыва, а также травмировавшихся атлетов данный принцип имеет очевидный «плюс» — травмобезопасность при уменьшении нагрузок на суставы. Система позволяет глубоко прочувствовать мускулатуру и может стать отличной подготовительной ступенью. Однако она пригодится и для опытных атлетов, которым нужно время от времени менять ритм тренировок. Шести-восьми недельное экспериментирование в межсезонье позволит «сменить пластинку» и выйти на новые рубежи «массы» и силы.

#### Недостатки
Суперзамедленные повторения не позволяют использовать большие отягощения и в то же время не дают достаточного «пампинг»-эффекта, поэтому их обычно используют периодически, например, при переходе от одной фазы циклического тренинга к другой (см. Периодизация).

### «Стоп-повторения»
«Стоп-повторения» — очень тяжёлая, но продуктивная методика силового тренинга, заключающаяся в нескольких коротких перемещениях веса отягощения и фиксации его на короткую паузу, таким образом амплитуда движения как бы дробится на части, в которых следует статическое удержание веса.

#### Техника выполнения
Отягощение перемещается на 30 % амплитуды движения с последующей его фиксацией и короткой паузой в 2—5 секунд, затем продолжается движение до 60 % амплитуды с последующей фиксацией и короткой паузой, затем продолжается движение до 100 % амплитуды — в конечную точку движения — с последующей фиксацией и короткой паузой, после чего отягощение возвращается в исходную точку.
Стоп-повторы можно выполнять и в негативной, позитивной или сразу обоих фазах движения. В рамках одной тренировки использовать данный метод можно как в каждом подходе упражнения, так и только в последнем, заключительном, подходе конкретного упражнения.
Данная методика использовалась Р. Менцером во время подготовки к конкурсу «Мистер Америка».

#### Безопасность
Данный метод, так же как и любые другие способы повышения интенсивности тренинга, не должен применяться постоянно и одновременно для нескольких групп мышц. Достаточно 2—3 недель для его применения на отстающую группу мышц, после чего следует возвратиться к обычному тренингу.

### «Ступенчатые повторения»
«Ступенчатые повторения» — тренировочный принцип, заключающийся в дроблении амплитуды движения упражнения не менее, чем на три части, в каждой из которых медленно в строгой форме выполняются последовательно опускание грифа штанги (гантели или другого спортивного снаряда), фиксация и неполный подъём; таким образом гриф опускается всё ниже, пока не будет достигнута конечная точка амплитуды. Это и есть «ступени». Данный принцип силовых тренировок хорошо развивает силу и очерченность мышц — рельеф. Диапазон повторений атлетами подбирается экспериментально (интуитивно) под себя, обычно это 6—10.
К этому принципу силовых тренировок прибегают атлеты, переходя на высокоинтенсивный тренинг, при котором организм не может восстановиться после «тяжёлого» сета, чтобы в следующем выполнить столько же повторений, не переходя при этом на «читинг» или «отбив» отягощения с использованием инерции или сокращённой неправильной траекторией движения снаряда. Выкладываясь на пределе, нужно относиться к каждому повторению как к последнему — борясь с земным притяжением за каждый сантиметр траектории движения веса.
Систему «ступенчатых повторений» можно использовать в любом упражнении. Это довольно радикальный подход, а потому не стоит приступать к «медленным повторениям», если не исчерпан потенциал традиционных тренировочных методик. Более того, не следует переходить к «стоп-повторениям», не добившись максимально возможного мышечного роста от медленных повторений. Это касается и ступенчатых повторений — приступать к ним можно лишь после того, как организм полностью адаптируется к стоп-повторениям.

## «Добавочные повторения»
В отличие от «форсированных повторений», атлет, например, в жиме лёжа, поднимает штангу (или гантели) на почти выпрямленные руки, либо опускает штангу на грудь, ждёт 2—5 секунд и самостоятельно выполняет дополнительное повторение, либо делает мини-паузу в 10—30 секунд и затем выполняет ещё 1—3 повторения. Выполнение движения может происходить со страховкой партнёра, но без его помощи, при этом вес отягощения не меняется. Добавочные повторения могут выполняться в частичной амплитуде или с лёгким «читингом».
Такой метод отчасти сочетает эффекты, достигаемые «суперзамедленными повторениями» и «пампингом» (многоповторными сетами), позволяет увеличить силовую выносливость, хорошо насыщает мышцы кровью. Возможно постепенное плановое уменьшение времени паузы, в таком случае этот метод может использоваться для преодоления «плато», подготовки к высокоинтенсивной силовой работе.